# 阿爾貢
43°18′N 45°52′E / 43.300°N 45.867°E
阿爾貢（羅馬化：Argun）是俄羅斯車臣共和國中部的一個城市，位於首府格羅茲尼和古傑爾梅斯之間（距前者15公里），臨阿爾貢河。2002年時人口為25,698人。